# Acatlán (kommun i Mexiko, Puebla)
Acatlán är en kommun i Mexiko.   Den ligger i delstaten Puebla, i den sydöstra delen av landet, 170 km sydost om huvudstaden Mexico City. Antalet invånare är 33 865. Arean är 483 kvadratkilometer.
Terrängen i Acatlán är kuperad.
Följande samhällen finns i Acatlán:
- Acatlán de Osorio
- Las Nieves
- Hermenegildo Galeana
- Tetelcingo
- Garzones
- San Francisco Rancho Nuevo
- Barrio de Guadalupe
- Tecomate
- Rancho Nuevo
- Peña Colorada
- La Trinidad
- Juan R. Rojas
- El Maguey
- Colonia Allende
- San Miguel San Bernardo
- El Tehuixtle